# 坣娜
坣娜（1966年1月12日—），本名蔡宜樺，台湾女歌手、演員、主持人、瑜伽老師及TangYoga創辦人。JTCA猶台文化交流協會創始人之一。

## 生平
坣娜上有四個兄弟姊妹，父親自己經營一家旗袍裁縫店，專門縫製旗袍。但當年店裡的生意並不好做，一家七口人都要吃飯，生活過的實在清苦。為了學芭蕾舞還欠了一點學費，十四歲便要出來打工。由於老闆欠缺歌手而要求她試唱，最終並順利錄取。一個月薪資四千塊錢，每天要唱四十分鐘。但她從來未曾想要當藝人，於是便把賺來的錢全交給了父親。坣娜就讀的學校是觀光科系，畢業之後便要找份正職工作。由於以前不習慣跟人接觸。另一方面，姐姐的朋友是個舞者。剛好對方的經紀公司正在應徵新人，通過試唱之後又再次錄取。坣娜從眾多選手之中突圍而出，亦是唯一非科班出身的藝人。
1986年以艺名唐娜发行首张专辑《告别临界》，开始了影、视、歌、主持人等多栖发展之路，並正式出道。唐娜演出第一部电影，是由香港动作片巨星王羽执导的《闯将》中饰演同名女一号「唐娜」。后在台视八点档由著名制片人杨佩佩制作的精装年代大戏《还君明珠》中，饰演女二号名交际花「杨虹」一炮而红。
1988年代表台湾赴日本参加CBS/ SONY「亚洲国际新人比赛」。原比赛规定只设一位冠军，并且已内定了中国大陸的一位模仿邓丽君的选手为冠军。但因当时唐娜空降决赛，以出色的表现使得评委一致认为要破例再选出一位冠军，所以唐娜就成为该届比赛真正实至名归的冠军，也是该大赛历年来唯一一次出现并列冠军的现象。获奖后在日本出版了两首单曲，回台湾相继出版《那年的情人好冷》、《周末别来找我》、《教我一点点》等三张专辑。
1992年至1993年間前往中國大陸拍攝周遊製作的古裝電視劇《武林奇緣》，到了1996年以《情定少林寺》為名於中視播出。播出之後便獲得收視冠軍，隨後又接續補拍了數集。坣娜因此先後遭受台視與華視封殺，此時她正適逢發行個人音樂專輯《自由》的宣傳期。因為通告被取消，所以也不能參加其他綜藝節目的表演。
1993年金鐘獎頒獎典禮結束之後，坣娜當晚駕車返家途中被一名超速闖紅燈的酒駕男子攔腰撞上，發生嚴重車禍。導致脊椎變形、內臟移位與身體多處骨折，最後被送進了急診室。但因為醫院沒有病床而被帶回家中，隔天又住進了另一家醫院。昏迷兩天終於甦醒，頭上僅縫了八針，醫師也檢查不出任何原因。半個月後即出院回家休養，過了一個月後又忍痛繼續工作。甚至拍戲之時，完全記不住台詞。
1994年加入巨石唱片，出版加盟后的首张专辑《抱紧一点》，並入围金曲奖“最佳國語歌曲女演唱人獎”。
在1995年改名为坣娜，出版《奢求》专辑并拍摄《奢求》MV。请来日本著名导演林海象执导，MV首次以剧情的方式来呈现歌曲，开创了台湾剧情MV的先河。
1996年出版《自由》專輯，再次请来林海象执导《自由》和《伤心边境》MV。《自由》当年获得美国MTV台“全球最喜爱的中文音乐录影带”票选大奖，是获得此国际奖项的第一位台湾歌手。隔年《自由》再次入圍金曲獎最佳國語女演唱人獎。
1998年为《别恋》专辑拍摄十支MV和同名音乐剧电影，成为台湾拍摄迷你音乐电影的第一人。
2000年后因車禍後遺症而減少演藝表演，並运用瑜伽调理身体疾病。重新研究自修多年以後並開始正式教授，成为知名瑜伽老師。并出版多本教学工具书，成为台湾艺人出版此类书籍的第一人。最近几年又开始重新演唱的工作。
2016年12月25日，坣娜接受《台灣啟示錄》節目主持人洪培翔專訪表示，笑言自己彷彿是災難片裡頭的主角。因為從小到大，就不斷有大大小小的挑戰，降臨到她的身上，「我從小應該是活在一個很不安定的家庭。我只能說老天爺跟我父母，給我一個天生的本領。很穩定、然後很理智客觀的看待事情。」。

## 公益
坣娜多年来热心於公益，除捐款外，还长期助养几十名儿童，包括非洲儿童。曾免费开班教授小脑萎缩症的身障患者学习瑜伽，以缓解患者的病情与疼痛。患者学员只要凭借为其他公益团体捐款的凭证，就可免费学习瑜伽。常年带领所开设髮廊的员工到医院与孤儿院，为癌症患者与孤儿義剪。
2012年成立「坣娜瑜伽传爱协会」 此为公益协会，成立至今已举办多项公益环保活动。

## 個人生活
2017年12月19日，坣娜與交往三年的圈外男友薛智偉結婚。並於台北萬豪酒店舉辦婚宴。

## 音樂作品

### 錄音室專輯
| 發行年月      | 專輯名稱                              | 曲目 |
| ------------- | ------------------------------------- | --- |
| 1986          | 告别临界                              | 曲目 1. 同行的日子 2. 台北夜雨 3. 回首之間 4. 贈言 5. 蛻變 6. 總有一天 7. 今晚的心情 8. 我不知道 9. 愛總有來的時候 10. 最愛                                                                         |
| 1988          | 那年情人节好冷                        | 曲目 1. 那年情人節好冷 2. 重返孤獨 3. 該往那裡走 4. 十二朵玫瑰 5. 夢與醉 6. 沒有人告訴我他愛我 7. 別再讓我 8. 只能這樣 9. 那一陣雨 10. 回頭的路該怎麼走                                             |
| 1989          | 周末别来找我                          | 曲目 1. 周末別来找我 2. 因为不是谁都可以 3. 无法预知结果 4. 寂寞藏心底 5. 在你告別之前离去 6. 我不想知道 7. 重逢 8. 看开等待 9. 框不起来的蓝色 10. 意想不到的温柔                                   |
| 1991          | 教我一点点                            | 曲目 1. 教我一點點（「菲苏德美沐浴乳」廣告歌曲） 2. 心的一半分給你 3. 怪我 4. 就這樣分手也不錯 5. 冬日手記 6. Mr. Danger 7. Miss Moon 8. 我所相信的 9. 你是今天晚上唯一的真理 10. 教我一點點(Remix) |
| 1994          | 抱紧一点                              | 曲目 1. 抱緊一點 2. 相愛一回 3. 受傷 4. 所以我離開 5. 明明說好 6. 你有沒有試過真的愛我 7. 因為我們還有愛 8. 我的愛不會因此憔悴 9. 情陷已深 10. 我不應該愛上的人                                     |
| 1995年4月24日 | 奢求                                  | 曲目 1. 奢求 2. 你從來不懂 3. 你讓我痛不能自己 4. 逃避你的溫柔 5. 美麗一生 6. 我用離去讓愛美麗 7. 死心塌地 8. 不要說你們沒什麼 9. 該愛還是該恨 10. 殘夢                                             |
| 1996          | 自由                                  | 曲目 1. 自由 2. 一廂情願 3. 愛錯了時候 4. 過去種種傳說 5. 還是你朋友 6. 回到原點 7. 完整 8. 寂寞就是什麼都不必說 9. 進退兩難 10. 愛你是我最美的傷                                                   |
| 1996          | 退路                                  | 曲目 1. 慶幸 2. 退路 3. 不醒 4. 燦爛 5. 擁的緊離的遠 6. 這樣算不了什麼 7. 真的不想結束 8. 不再愛你 9. 因為愛你的是我 10. 心涼                                                                       |
| 1997          | 你怎么可以不爱我                      | 曲目 1. 你怎麼可以不愛我 2. 一個人演戲 3. 深夜的高跟鞋 4. 療傷 5. 把愛給風 6. 忘了忘記 7. 可憐的男人啊 8. 就是寂寞 9. 成全 10. 我不是你的                                                           |
| 1998          | 别恋                                  | 曲目 1. 別戀 2. 最後探戈 3. 蝴蝶 4. 落花流水 5. 隔夜 6. 永遠的微笑 7. 紅顏 8. 黃玫瑰 9. 魂縈舊夢 10. 不如忘記不如歸 VCD 1. 60分钟专辑同名音乐剧电影《别恋》                                         |
| 1999          | 解药(台版双碟装.送同名MV及拍摄花絮VCD | 曲目 1. 傷心邊境 2. 解藥 3. 你我 4. 迷路 5. 在愛裡 6. 風 7. 危牆 8. 寵物 9. 獨癮 10. 解夢人 |

### 精選專輯
| 發行年月 | 專輯名稱                              | 曲目 |
| -------- | ------------------------------------- | --- |
| 1998     | 移情 （精选辑）                       | 曲目 1. 抱緊一點 2. 相愛一回 3. 奢求 4. 你從來不懂 5. 自由 6. 一廂情願 7. 退路 8. 慶幸 9. 你怎麼可以不愛我 10. 一個人演戲 11. 忘了忘記 12. 療傷 13. 深夜的高跟鞋 14. 教我一點點 15. 怪我 16. Miss Moon |
| 1999     | 毒药 （精选辑）                       | 曲目 1. 慶幸 2. 忘了忘記 3. 死心塌地 4. 擁的緊離的遠 5. 你有沒有試過真的愛我 6. 真的不想結束 7. 你讓我痛不能自己 8. 不醒 9. 因為愛你的是我 10. 我用離去讓愛美麗 11. 不再愛你 12. 療傷 13. 回到原點 14. 退路 |
| 2001     | 心凉（新歌）+娜些日子（精选辑）双碟装 | 曲目 1. 心涼 2. 不怕寂寞 3. 女明星 4. 綠光(Le Rayon Vert) 5. 嫉妒 6. 愛的第一天 7. 一片藍 8. 決定 9. 迷走神經 10. 走著走著 娜些日子最经典精专辑 1. 一個人演戲 2. 你怎麼可以不愛我 3. 死心塌地 4. 退路 5. 抱緊一點 6. 相愛一回 7. 奢求 8. 一廂情願 9. 自由 10. 慶幸 |
| 2008     | 绝对收藏（精选辑）                    | 曲目 1. 抱緊一點 2. 相愛一回 3. 奢求 4. 你從來不懂 5. 死心塌地 6. 不要說你們沒什麼 7. 自由 8. 一廂情願 9. 愛錯了時候 10. 回到原點 11. 進退兩難 12. 你怎麼可以不愛我 13. 一個人演戲 14. 忘了忘記 15. 療傷 16. 慶幸 17. 退路 18. 不醒 19. 燦爛 20. 擁得緊離的遠 21. 不再愛你 22. 心涼 23. 愛的第一天 24. 女明星 25. 獨癮 26. 迷路 27. 解藥 28. 你我 29. 傷心邊境 30. 在愛裡 |

### 影音專輯
| 發行年月 | 專輯名稱              | 曲目 |
| -------- | --------------------- | --- |
| 1999     | 坣娜KARAOKE(MV精选辑) | 曲目 1. 坣娜贴身档案 2. 自由 3. 一厢情愿 4. 不醒 5. 奢求 6. 你从来不懂 7. 庆幸 8. 退路 9. 一个人演戏 10. 你怎么可以不爱我 11. 灿烂 |

### 合輯
| 發行年月 | 專輯名稱                          | 曲目                       |
| -------- | --------------------------------- | -------------------------- |
| 1997     | 訂做一個天堂（BMG群星合輯）       | 曲目 1. 庆幸               |
| 2000     | 女生向前走 （“友善的狗”女星合辑） | 曲目 1. 在爱里 2. 伤心边境 |

### 单曲
| 年份 | 歌曲           | 備註                                                        |
| ---- | -------------- | ----------------------------------------------------------- |
| 1987 | 还君明珠       | 台视连续剧《还君明珠》主题曲 收录于《杨佩佩精装大戏主题曲》 |
| 1988 | 人しさに       | 日文单曲 收于<CBS/SONY亚洲之星日文合辑>                     |
| 1988 | よ眠れ         | 日文单曲 中文名：睡吧！我的爱                               |
| 1994 | 你是谁         | 收录于巨石群星合辑《94送旧迎新》                            |
| 1995 | 奢求           | 单曲EP                                                      |
| 1996 | 自由           | 单曲EP                                                      |
| 1996 | 退路           | 单曲EP                                                      |
| 1999 | 解药           | 单曲EP                                                      |
| 2005 | 我愿           | 收录于佛教流行音乐天碟《人间音缘合辑》                      |
| 2007 | 花间歌         | 大爱剧场《幸福时光》主题曲                                  |
| 2010 | 他的身影       | 《圣严师父国际弘法影集》主题曲                              |
| 2014 | 心绘           | 3D动画《内湾》主题曲                                        |
| 2014 | 我的爱情片     | 法国电影《Clouds of Sils Maria星光云寂》中文宣傳曲          |
| 2015 | 時間的河       | 收錄於歐得洋《因為有你》專輯》                              |
| 2016 | 千秋           | 曹駿宏的異想世界裡翻唱 武媚娘主題歌                         |
| 2016 | 陪你           | 門諾基金會公益單曲                                          |
| 2017 | Avinu Malkeinu | 希伯來文祈禱文歌曲                                          |
| 2021 | 離鄉           | 台語歌曲                                                    |

### 唱片周边
- 1996 《坣娜—十条女人爱情的退路》(96年专辑《退路》的配套书籍)
- 1997 《你怎么可以不爱我—音乐光碟》(97年专辑《你怎么可以不爱我》产配套产品,内容包括坣娜照片档案, 同名MV及电脑屏保)[註 6]
- 1998 1.《坣娜文字写真书—离别恋情》（98年专辑《别恋》的配套文字影集）  2.《坣娜别恋 之 音乐电影&卡拉OK伴唱》（《别恋》的 配套DVD）

## 演出作品

### 电影
| 年份 | 片名                           | 角色                                           |
| ---- | ------------------------------ | ---------------------------------------------- |
| 1986 | 闯将                           | 歌星唐娜                                       |
| 1995 | 海鬼灯 （日本电影）            | 一人分饰两角，日语对白，根據井口真理子命案改編 |
| 1997 | 爱情来了                       | 发廊老板丽华                                   |
| 1998 | 别恋，为专辑《别恋》的同名电影 | 红歌女姚娜                                     |
| 2005 | 人鱼朵朵                       | 卖鞋巫婆                                       |
| 2010 | 带一片风景走                   | 客串"小脑萎缩症病友协会"理事长                 |

### 电视剧
| 年份 | 劇名                                  | 角色               |
| ---- | ------------------------------------- | ------------------ |
| 1986 | 还君明珠                              | 杨虹               |
| 1988 | 命运的锁链                            | 梁以秀             |
| 1988 | 随风而逝                              | 护士周家秀         |
| 1988 | 谁杀了大明星                          | 女侦探刘克刚       |
| 1990 | 李娃传                                | 李娃               |
| 1991 | 福星福将                              | 安麗               |
| 1991 | 旧老爸新爹地                          |                    |
| 1994 | 聊斋系列 之 牡丹灯笼                  | 美艳女鬼秋蓉       |
| 1995 | 台北爱情故事系列之 爱情战争易开罐     |                    |
| 1995 | 爱在他乡(香港名为: 被出卖的女人)      | 郑吉娜             |
| 1996 | 情定少林寺 (中國内地名：武林奇缘）    | 反串奸臣宦官李辅国 |
| 1997 | 星座女人系列 天秤座 之 总是少个人来爱 | 单亲妈妈袁丽丽     |
| 1999 | 台湾玉                                | 老外交官的年轻夫人 |
| 2000 | 大医院小医师                          | 忧郁症病患婉儿     |
| 2002 | 明日英雄(台湾版的《庶务二课》)        | 公司经理坣娜       |
| 2016 | 公视微电影《风华大歌厅》              | 若萍               |

### 廣告
- 1990年代

古道茶飲廣告 與周星馳合作

### 綜藝節目
| 年份 | 頻道       | 節目名稱                | 主持人                           | 備註                 |
| ---- | ---------- | ----------------------- | -------------------------------- | -------------------- |
| 1988 | 三立影視   | 豬哥亮歌廳秀            | 豬哥亮、賀一航、康弘、黃西田主持 | 第32集播出           |
| 1988 | 華視       | 鑽石舞台                | 胡瓜、鄭進一主持                 |                      |
| 1993 | 台視       | 龍兄虎弟                | 張菲、費玉清主持                 | 參加「音樂教室」單元 |
| 1995 | 台視       | 超級星期天              | 張小燕、庾澄慶主持               | 超級海軍之夜         |
| 1996 | 中視       | 金嗓金賞                | 費玉清、羅時豐主持               |                      |
| 2000 | 東森綜合台 | 費玉清時間              | 費玉清主持                       |                      |
| 2003 | 中天綜合台 | 費玉清的清音樂          | 費玉清主持                       |                      |
| 2005 | 中天綜合台 | 康熙來了                | 蔡康永、徐熙娣主持               | 2005年6月22日播出    |
| 2007 | 民視       | 樂來樂動聽              | 江淑娜主持                       |                      |
| 2008 | 東風衛視   | 王牌大明星              | 吳宗憲、侯佩岑主持               | 2008年12月23日播出   |
| 2009 | 公視       | 音樂萬萬歲              | 康康、黃韻玲主持                 | 演唱嘉賓             |
| 2009 | 民視       | 就是愛玩美              | 賈永婕主持                       | 2009年5月9日播出     |
| 2009 | 台視       | 百萬大歌星              | 庾澄慶主持                       | 2009年8月1日播出     |
| 2009 | 中視       | 綜藝大哥大              | 張菲主持                         | 2009年8月29日播出    |
| 2009 | 三立都會台 | 王牌大賤諜              | 黃國倫、梁赫群主持               | 2009年9月7日播出     |
| 2011 | 民視       | 豬哥會社                | 豬哥亮、侯怡君主持               | 2011年2月12日播出    |
| 2011 | 民視       | 美鳳有約                | 陳美鳳主持                       | 2011年7月25日播出    |
| 2013 | 中視       | 萬秀豬王                | 豬哥亮、陳亞蘭主持               | 2013年7月27日播出    |
| 2013 | 華視       | 我們的那首歌            | 黃品源、黃韻玲主持               | 2013年8月17日播出    |
| 2014 | 公視       | 閃亮的年代              | 馬世芳、陶傳正主持               | 2014年1月31日播出    |
| 2017 | TVBS       | 小燕有約                | 張小燕主持                       | 2017年9月1日播出     |
| 2018 | 年代MUCH台 | 金曲傳奇-無與倫比同樂會 | 黃國倫主持                       | 2018年7月20日播出    |
| 2019 | 八大電視   | 就愛瘋音樂              | 黃小琥、林俊逸主持               | 2019年11月3日播出    |

### 新聞談話節目
| 年份 | 頻道           | 節目名稱     | 主持人             | 備註               |
| ---- | -------------- | ------------ | ------------------ | ------------------ |
| 2011 | JET綜合台      | 新聞挖挖哇   | 鄭弘儀、于美人主持 | 2011年6月10日播出  |
| 2011 | 東森財經新聞台 | 57健康同學會 | 張雅芳、隋安德主持 | 2011年9月27日播出  |
| 2016 | 年代新聞台     | 聚焦2.0      | 高文音主持         | 2016年11月13日播出 |
| 2016 | 東森新聞台     | 台灣啟示錄   | 洪培翔主持         | 2016年12月25日播出 |

### 舞台剧
- 2001“领带与高跟鞋”（绿光剧团）巡演于 纽约．台北．台中．高雄．新竹．南投
- 2009 第二次应邀出演“领带与高跟鞋”

## 表演演出

### 演唱会与演唱嘉宾
- 1994 警广"怀念金曲"演唱会
- 1994 中广"往日情怀"演唱会
- 1996 新加坡．印尼等邮轮个人巡回演唱
- 1996 坣娜--”让爱自由 v.s. 底细JAZZ BAND“个人演唱会
- 1997 Hong Kong"明爱暖爱心"慈善演唱会
- 1997 台湾PUB个人巡回演唱 （六场）
- 1997 "订做一个天堂"BMG十周年群星演唱会
- 2000 "爱在娜夜"个人唱演会
- 2000 "女生向前走"友善的狗女星群星演唱会
- 2000 中广"如歌岁月"老歌演唱会
- 2001 "心凉"WAVE个人演唱会
- 2001 "亲歌民曲夜．全民来相会"老歌演唱会
- 2004 “健康活力FUN重阳”老歌演唱会
- 2007 “张弘毅音乐人生—玫瑰人生”纪念音乐会
- 2009 “Power Woman珍爱女人”演唱会 （万芳，潘越云，赵咏华）
- 2012 “群星欢唱50年金嗓金曲”演唱会
- 2012 “点灯18爱分享”演唱会（坣娜，许景淳，叶欢，曾庆瑜等）
- 2012  新加坡“闪耀乐响”慈善筹款音乐会
- 2013  民歌金曲演唱会
- 2013  台湾 “飞跃舞台 王牌再现”群星演唱会
- 2013  台湾“璀璨年代1983~2013”群星演唱会
- 2013  台湾“女人情歌”演唱会（坣娜，郑怡，金佩珊等）
- 2013  新加坡“走过岁月的歌”群星演唱会
- 2014  老歌星杨燕演唱会表演嘉宾
- 2014  “点灯20爱拥抱”演唱会
- 2014  Lotus音乐餐厅小型演唱会
- 2014  "时代之歌怀念金曲"群星演唱會
- 2014  乡林山海汇演唱表演
- 2014  远雄一品演唱表演
- 2014  台湾云林农博艺术季闭幕演唱表演
- 2015 與新加坡鼎藝團表演的慈善個唱
- 2015 音樂奇跡與鄭怡 周治平 葉璦菱 四人演唱會
- 2017/1/21 門諾基金會"陪你"公益演唱會[33]
- 2021/4/17 坣娜「愛是自由 Free to Love」台北演唱會(外貿協會台北國際會議中心大會堂，特別嘉賓為吳宗憲)[34][35]

### 服装走秀
- 1993 台湾名设计师—陈颂声服装秀
- 1999 日本KENZO台湾区服装发表会
- 2000 台湾名设计师—陈颂声婚纱秀
- 2003 台湾名设计师——赖郁夫服装秀

## 主持节目
- 1988 华视 电视佳人（與歐陽龍聯合主持）[36]
- 1997 GTV28电视节目 越夜越美丽
- 2000 公视金钟奖
- 2004 主持新加坡"癌过有晴天"晚会
- 2010 华视电视节目 点灯（與朱學恆聯合主持）[37][38]

## 代言産品
- 1987 耐斯JOJOBA洗发精
- 1990 菲苏德美沐浴乳
- 1991 金牌MARTELL威士忌
- 1994 奥斯丁女性瘦身美容
- 1994 古道乌龙茶（合作 周星驰）
- 2001 NINA RICCI香水发表会
- 2003 艾美表活动代言人
- 2004 Dior LOVE 对戒活动代言人
- 2004 丽景建设艺术阳明代言
- 2004 Amway安丽化妆品代言人
- 2004 PUMA瑜伽系列代言人
- 2005 英国知名品牌Molton Brown沐浴系列活动嘉宾
- 2005 Fila瑜伽系列活动嘉宾
- 2005 赴星担任抗忧郁大使
- 2006 首度成为FILA 瑜珈系列台湾区代言人
- 2007 代言CelaLab白金保养品
- 2007 代言台酒寡糖果醋
- 2008 代言台湾随缘泡面
- 2009 Dior迪奥新品蓝星精萃唇膏推广会特邀嘉宾
- 2011 瑞士康缇系列护肤品
- 2012 瑞士康缇系列护肤品
- 2012 瑞士康缇系列护肤品
- 2013 瑞士康缇系列护肤品
- 2014 瑞士康缇系列护肤品
- 2015 瑞士康緹代言人
- 2016 瑞士康緹代言人
- 2017  德國Webner年度代言人

•   2018~2022德國Webber年度代言人
·  2023艾萬霖生技公司外泌體保養產品年度代言人

## 获得奖项
| 年份 | 獲提名                             | 獎項                                                | 結果 |
| ---- | ---------------------------------- | --------------------------------------------------- | ---- |
| 1988 | 日本CBS/ SONY                      | 亚洲国际新人歌唱大赛冠军                            | 獲獎 |
| 1996 | MV《自由》                         | 美国MTV音乐台全球华人票选最喜爱的中文音乐录影带大奖 | 獲獎 |
| 1996 | Channel V Top20 榜中榜歌曲《退路》 |                                                     | 獲獎 |
| 1996 | People                             | 十大最佳衣著人士奖                                  | 獲獎 |
| 1996 | 第一届大成校园巨星榜               | 最受欢迎女歌手奖                                    | 獲獎 |
| 1996 | 第八届金曲龙虎榜                   | 年度十大国语流行歌曲奖                              | 獲獎 |

### 入围
| 年份 | 獲提名           | 獎項                         | 結果 |
| ---- | ---------------- | ---------------------------- | ---- |
| 1994 | 专辑《抱紧一点》 | 金曲奖最佳国语歌曲女演唱人奖 | 入圍 |
| 1994 | 专辑《抱紧一点》 | 金曲奖最佳演唱專輯奖         | 入圍 |
| 1997 | 专辑《自由》     | 金曲奖最佳国语歌曲女演唱人奖 | 入圍 |
| 2000 | 《台湾玉》       | 金钟奖最佳女演员             | 入圍 |
| 2001 | 《大医院小医师》 | 金钟奖最佳女配角             | 入圍 |

## 書籍
| 出版日期 | 書名                                                               | 出版社   | ISBN               |
| -------- | ------------------------------------------------------------------ | -------- | ------------------ |
| 2003     | 漂亮YOGA影音教学书籍（含一张VCD示范碟）                            | 如何     | ISBN 957607925X    |
| 2003     | 漂亮YOGA四合一影音典藏盒（DVD套盒）                                |          |                    |
| 2004     | 能量YOGA影音教学书籍（含三张VCD教学碟）                            | 如何     | ISBN 9861360166    |
| 2005     | 投资健康的十套黄金课程（DVD套盒）                                  |          |                    |
| 2005     | 可以排压的四套奇妙瑜伽法影音教学书籍(含四张VCD教学碟)              | 如何     | ISBN 986136059X    |
| 2006     | 美肌食—越吃越美丽的瑜伽饮食法（健康食谱,教你如何吃出健康吃出美丽） | 如何     | ISBN 9789861360805 |
| 2009     | 坐瑜伽你一定學得會的椅子瑜伽！(影音教学书籍（含一张DVD教学碟）     | 凱特文化 | ISBN 9789866606373 |
| 2011     | 越勇敢,越美丽!坣娜勇敢瑜伽影音教学书籍(含一张DVD教学碟)            | 時報出版 | ISBN 9789571353906 |

2023年以JTCA出版身心強大坐瑜伽書籍

## 註解
1. ↑  唐娜當時以蔡碧華（サイ・ピーホア）為名發行「愛よ眠れ」與「人恋しさに」两首单曲，1988年由日本CBS/SONY發行。
2. ↑  同一時段，台視與華視正在播出鄉土劇「台灣演義」與「我愛我妻我愛子」。
3. ↑  與杉本哲太拍攝「奢求」MV。
4. ↑  與松田圭司拍攝「自由」MV，拍攝地點於日本福島縣下鄉町。
5. ↑  與藤木直人拍攝「伤心边境」MV。
6. ↑  與風間徹拍攝「你怎么可以不爱我」MV。